# Roberto Martinez (Schauspieler)
Roberto Martinez Martinez, auch Robert Martinez, (* 4. November 1972 in Stuttgart-Hedelfingen) ist ein deutsch-spanischer Schauspieler und Comedian.
Von 1996 bis 2000 wurde er am Mozarteum in Salzburg ausgebildet.

## Filmographie
- 2000: Medicopter 117 – Jedes Leben zählt
- 2001: Powder Park
- 2008: Bully sucht die starken Männer
- 2009: Wickie und die starken Männer
- 2009: Birdland
- 2010: Uns trennt das Leben
- 2012: Am Ende des Weges
- 2012: Dahoam is Dahoam
- 2012: SOKO München
- 2014: Die Hochzeit meiner Schwester
- 2014: Mobber’s Ende
- 2014: Die Rosenheim-Cops
- 2015: Um Himmels Willen
- 2016: Ein Sommer auf Lanzarote
- 2016: From the Life of a Clownette
- 2016: Willkommen bei den Hartmanns
- 2017: Die Rosenheim-Cops
- 2017: SOKO München
- 2017: Flitzer
- 2017: Aktenzeichen XY … ungelöst
- 2017: Bier Royal
- 2018: Servus Baby
- 2013–2021: Hubert und Staller/Hubert ohne Staller
- 2023: Weihnachtspäckchen ... haben alle zu tragen (Fernsehfilm)
- 2024: Wer ohne Schuld ist (Fernsehfilm)